# Divisiones Regionales de la Región de Murcia 1976-77
Las divisiones regionales de fútbol son las categorías de competición futbolística de más bajo nivel en España, en las que participan deportistas aficionados, no profesionales. En las provincias de Murcia y Albacete su administración corre a cargo de la Federación Regional Murciana de Clubes de Fútbol, incluyendo también clubes del sur de la provincia de Alicante. Inmediatamente por encima de estas categorías estaba la Tercera División española.
En la temporada 1976-1977 las divisiones regionales se dividen en Regional Preferente, Primera Regional y Segunda Regional.
Los primeros clasificados de Regional Preferente ascienden al grupo V de Tercera División.

## Regional Preferente

### Clasificación
|  |     | Equipos de fútbol    | PJ | G  | E  | P  | GF  | GC  | Dif | Pts |
|  | --- | -------------------- | -- | -- | -- | -- | --- | --- | --- | --- |
|  | 1.  | Cartagena FC         | 38 | 28 | 8  | 2  | 104 | 17  | +87 | 64  |
|  | 2.  | Albacete Balompié    | 38 | 20 | 15 | 3  | 65  | 24  | +41 | 55  |
|  | 3.  | AP Almansa           | 38 | 23 | 9  | 6  | 80  | 33  | +47 | 55  |
|  | 4.  | Callosa Deportiva CF | 38 | 19 | 10 | 9  | 62  | 43  | +19 | 48  |
|  | 5.  | Imperial CF          | 38 | 19 | 8  | 11 | 65  | 39  | +26 | 46  |
|  | 6.  | CD Ilicitano         | 38 | 18 | 10 | 10 | 67  | 40  | +27 | 46  |
|  | 7.  | Torrevieja CF        | 38 | 19 | 7  | 12 | 60  | 34  | +26 | 45  |
|  | 8.  | Alicante CF          | 38 | 19 | 7  | 12 | 50  | 39  | +11 | 45  |
|  | 9.  | Cotillas FJ          | 38 | 17 | 8  | 13 | 48  | 47  | +1  | 42  |
|  | 10. | Olímpico Juvenil     | 38 | 15 | 11 | 12 | 46  | 53  | -7  | 41  |
|  | 11. | CF Lorca Deportiva   | 38 | 15 | 8  | 15 | 53  | 54  | -1  | 38  |
|  | 12. | CF Huercalense       | 38 | 13 | 6  | 19 | 29  | 38  | -9  | 32  |
|  | 13. | CD Cieza             | 38 | 13 | 6  | 19 | 48  | 64  | -16 | 32  |
|  | 14. | Atlético Muleño      | 38 | 11 | 9  | 18 | 37  | 69  | -32 | 31  |
|  | 15. | CD Molinense         | 38 | 8  | 12 | 18 | 45  | 58  | -13 | 28  |
|  | 16. | Pinatar CF           | 38 | 10 | 6  | 22 | 41  | 76  | -35 | 26  |
|  | 17. | Atlético Albacete    | 38 | 9  | 6  | 23 | 33  | 78  | -45 | 24  |
|  | 18. | Abarán CF            | 38 | 7  | 9  | 22 | 35  | 63  | -28 | 23  |
|  | 19. | Alcantarilla CF      | 38 | 5  | 6  | 27 | 23  | 118 | -95 | 16  |
|  | 20. | AD Hellín            | 0  | 0  | 0  | 0  | 0   | 0   | 0   | 0   |

Pts = Puntos; PJ = Partidos Jugados; G = Partidos Ganados; E = Partidos Empatados; P = Partidos Perdidos; GF = Goles Anotados; GC = Goles Recibidos
|  | Asciende a Tercera División  |
|  | Desciende a Primera Regional |

### Promoción de ascenso a Tercera División
| Ida; 19 de junio de 1977 | Callosa Deportiva CF | 1:0 | CD Acero |  |  |

| Vuelta; 26 de junio de 1977 | CD Acero | 3:0 | Callosa Deportiva CF |  |  |

### Promoción de permanencia
| Ida; 3 de julio de 1977 | Alcantarilla CF | 1:2 | CF Santomera |  |  |

| Vuelta; 10 de julio de 1977 | CF Santomera | 1:0 | Alcantarilla CF |  |  |

| Asciende a Regional Preferente CF Santomera  |
| Desciende a Primera Regional Alcantarilla CF |

## Primera Regional

### Clasificación
|  |     | Equipos de fútbol              | PJ | G  | E  | P  | GF | GC | Dif | Pts |
|  | --- | ------------------------------ | -- | -- | -- | -- | -- | -- | --- | --- |
|  | 1.  | CP Villarrobledo               | 36 | 22 | 8  | 6  | 75 | 31 | +44 | 52  |
|  | 2.  | Mazarrón CF                    | 36 | 19 | 10 | 7  | 71 | 43 | +28 | 48  |
|  | 3.  | CD Ceutí                       | 36 | 20 | 8  | 8  | 67 | 41 | +26 | 48  |
|  | 4.  | CD Torre Pacheco               | 36 | 19 | 8  | 9  | 73 | 40 | +33 | 46  |
|  | 5.  | CF Santomera                   | 36 | 15 | 16 | 5  | 61 | 43 | +18 | 46  |
|  | 6.  | Deportiva Minera               | 36 | 19 | 6  | 11 | 62 | 45 | +17 | 44  |
|  | 7.  | Caravaca CF                    | 36 | 16 | 10 | 10 | 63 | 46 | +17 | 42  |
|  | 8.  | Olimpia de Cieza CF            | 36 | 15 | 10 | 11 | 49 | 40 | +9  | 40  |
|  | 9.  | Máser CF                       | 36 | 16 | 7  | 13 | 55 | 58 | -3  | 39  |
|  | 10. | Águilas CF                     | 36 | 15 | 6  | 15 | 72 | 57 | +15 | 36  |
|  | 11. | Espinardo CF                   | 36 | 11 | 12 | 13 | 56 | 60 | -4  | 34  |
|  | 12. | CD Ilorcitano                  | 36 | 11 | 12 | 13 | 41 | 56 | -15 | 34  |
|  | 13. | Madrigueras UD                 | 36 | 11 | 9  | 16 | 48 | 63 | -15 | 31  |
|  | 14. | CD Roldán                      | 36 | 9  | 12 | 15 | 42 | 63 | -21 | 30  |
|  | 15. | CD Bala Azul                   | 36 | 9  | 10 | 17 | 31 | 49 | -18 | 28  |
|  | 16. | San Javier CF                  | 36 | 7  | 10 | 19 | 35 | 60 | -25 | 24  |
|  | 17. | CP La Roda                     | 36 | 9  | 6  | 21 | 48 | 90 | -42 | 24  |
|  | 18. | Atlético Tobarra               | 36 | 8  | 7  | 21 | 43 | 88 | -45 | 23  |
|  | 19. | Atlético San Miguel de Salinas | 36 | 6  | 3  | 27 | 26 | 45 | -19 | 15  |
|  | 20. | CP Pozo Cañada                 | 0  | 0  | 0  | 0  | 0  | 0  | 0   | 0   |

Pts = Puntos; PJ = Partidos Jugados; G = Partidos Ganados; E = Partidos Empatados; P = Partidos Perdidos; GF = Goles Anotados; GC = Goles Recibidos
|  | Asciende a Regional Preferente |
|  | Desciende a Segunda Regional   |

## Segunda Regional

### Clasificación Grupo 1
|  |     | Equipos de fútbol         | PJ | G  | E | P  | GF | GC | Dif | Pts |
|  | --- | ------------------------- | -- | -- | - | -- | -- | -- | --- | --- |
|  | 1.  | CP Tarazona               | 18 | 14 | 3 | 1  | 46 | 20 | +26 | 31  |
|  | 2.  | Almansa Industrial        | 18 | 13 | 2 | 3  | 77 | 17 | +60 | 28  |
|  | 3.  | Ontur CF                  | 18 | 9  | 4 | 5  | 50 | 45 | +5  | 22  |
|  | 4.  | Sporting La Gineta CF     | 18 | 8  | 4 | 6  | 44 | 33 | +11 | 20  |
|  | 5.  | CF Chinchilla             | 18 | 9  | 2 | 7  | 45 | 32 | +13 | 20  |
|  | 6.  | Munera CF                 | 18 | 7  | 2 | 9  | 27 | 61 | -34 | 16  |
|  | 7.  | Atlético Ibañés           | 18 | 5  | 2 | 11 | 33 | 55 | -22 | 12  |
|  | 8.  | CP Villamalense           | 18 | 5  | 1 | 12 | 26 | 49 | -23 | 11  |
|  | 9.  | Atlético Tobarra Promesas | 18 | 4  | 1 | 13 | 23 | 66 | -43 | 9   |
|  | 10. | CD Peñas de San Pedro     | 0  | 0  | 0 | 0  | 0  | 0  | 0   | 0   |

Pts = Puntos; PJ = Partidos Jugados; G = Partidos Ganados; E = Partidos Empatados; P = Partidos Perdidos; GF = Goles Anotados; GC = Goles Recibidos
|  | Asciende a Primera Regional |

### Clasificación Grupo 2
|  |     | Equipos de fútbol      | PJ | G  | E  | P  | GF | GC | Dif | Pts |
|  | --- | ---------------------- | -- | -- | -- | -- | -- | -- | --- | --- |
|  | 1.  | CD El Esparragal       | 30 | 18 | 7  | 5  | 67 | 38 | +29 | 43  |
|  | 2.  | Rigas CF               | 30 | 17 | 8  | 5  | 65 | 32 | +33 | 42  |
|  | 3.  | Torrevieja Atlético    | 30 | 19 | 2  | 9  | 69 | 36 | +33 | 40  |
|  | 4.  | Sax CF                 | 30 | 16 | 8  | 6  | 51 | 23 | +28 | 40  |
|  | 5.  | CD Zeneta              | 30 | 16 | 6  | 8  | 52 | 52 | 0   | 38  |
|  | 6.  | UD Cabezo de Torres    | 30 | 15 | 7  | 8  | 45 | 43 | +1  | 37  |
|  | 7.  | CD Montesinos          | 30 | 13 | 11 | 6  | 62 | 34 | +28 | 37  |
|  | 8.  | Marinense CF           | 30 | 15 | 7  | 8  | 48 | 34 | +14 | 37  |
|  | 9.  | Atlético Orihuela      | 30 | 13 | 10 | 7  | 52 | 31 | +21 | 36  |
|  | 10. | CD Tháder              | 30 | 13 | 4  | 13 | 46 | 39 | +7  | 30  |
|  | 11. | El Raal CF             | 30 | 9  | 5  | 16 | 27 | 50 | -23 | 23  |
|  | 12. | Campaneta CF           | 30 | 6  | 9  | 15 | 32 | 63 | -31 | 21  |
|  | 13. | Abanilla Deportiva     | 30 | 5  | 10 | 15 | 28 | 61 | -33 | 20  |
|  | 14. | CCR Monteagudo         | 30 | 5  | 4  | 21 | 29 | 73 | -44 | 14  |
|  | 15. | CD Plus Ultra          | 0  | 0  | 0  | 0  | 0  | 0  | 0   | 0   |
|  | 16. | Guardia de Franco Elda | 0  | 0  | 0  | 0  | 0  | 0  | 0   | 0   |

Pts = Puntos; PJ = Partidos Jugados; G = Partidos Ganados; E = Partidos Empatados; P = Partidos Perdidos; GF = Goles Anotados; GC = Goles Recibidos
|  | Asciende a Primera Regional |

### Clasificación Grupo 3
|  |     | Equipos de fútbol       | PJ | G  | E | P  | GF | GC | Dif | Pts |
|  | --- | ----------------------- | -- | -- | - | -- | -- | -- | --- | --- |
|  | 1.  | Jumilla CF              | 26 | 21 | 2 | 3  | 68 | 26 | +42 | 44  |
|  | 2.  | CD Levante              | 26 | 19 | 3 | 4  | 56 | 22 | +34 | 41  |
|  | 3.  | UD Blanca               | 26 | 16 | 5 | 5  | 75 | 36 | +39 | 37  |
|  | 4.  | CD Bullense             | 26 | 13 | 5 | 8  | 38 | 25 | +13 | 31  |
|  | 5.  | CD Pliego               | 26 | 13 | 4 | 9  | 52 | 40 | +12 | 30  |
|  | 6.  | Alcantarilla CD         | 25 | 11 | 5 | 9  | 46 | 40 | +6  | 27  |
|  | 7.  | Calasparra CF           | 26 | 10 | 6 | 10 | 41 | 35 | +6  | 26  |
|  | 8.  | CF Albudeite            | 26 | 10 | 6 | 10 | 46 | 41 | +5  | 26  |
|  | 9.  | Campos del Río CD       | 26 | 8  | 5 | 13 | 38 | 47 | -9  | 21  |
|  | 10. | Cehegín CF              | 26 | 6  | 8 | 12 | 42 | 50 | -8  | 20  |
|  | 11. | CD Ribereño             | 26 | 8  | 2 | 16 | 30 | 63 | -33 | 18  |
|  | 12. | UD La Copa              | 26 | 6  | 4 | 16 | 22 | 46 | -24 | 16  |
|  | 13. | Fátima Atlético         | 25 | 5  | 3 | 17 | 29 | 61 | -32 | 13  |
|  | 14. | CF Juventud Moratallera | 26 | 4  | 4 | 18 | 25 | 76 | -51 | 12  |

Pts = Puntos; PJ = Partidos Jugados; G = Partidos Ganados; E = Partidos Empatados; P = Partidos Perdidos; GF = Goles Anotados; GC = Goles Recibidos
|  | Asciende a Primera Regional |

### Clasificación Grupo 4
|  |     | Equipos de fútbol        | PJ | G  | E  | P  | GF  | GC  | Dif  | Pts |
|  | --- | ------------------------ | -- | -- | -- | -- | --- | --- | ---- | --- |
|  | 1.  | Murcia Atlético          | 30 | 20 | 7  | 3  | 108 | 21  | +87  | 47  |
|  | 2.  | CD Algar                 | 30 | 17 | 10 | 3  | 68  | 27  | +41  | 44  |
|  | 3.  | CD Unionense             | 30 | 18 | 6  | 6  | 54  | 31  | +23  | 42  |
|  | 4.  | Cordillera CF            | 30 | 17 | 6  | 7  | 72  | 45  | +27  | 40  |
|  | 5.  | CD Lumbreras             | 30 | 15 | 8  | 7  | 66  | 40  | +26  | 38  |
|  | 6.  | Cartagena FC Promesas    | 30 | 15 | 8  | 7  | 56  | 35  | +21  | 38  |
|  | 7.  | UD Horadada              | 30 | 14 | 8  | 8  | 48  | 34  | +14  | 36  |
|  | 8.  | Balsapintada CF          | 30 | 13 | 7  | 10 | 66  | 54  | +12  | 33  |
|  | 9.  | Sangonera Atlético       | 30 | 9  | 13 | 8  | 34  | 36  | -2   | 31  |
|  | 10. | Fuente Álamo CF          | 30 | 10 | 10 | 10 | 44  | 38  | +6   | 30  |
|  | 11. | UD Alhameña              | 30 | 11 | 4  | 15 | 53  | 60  | -7   | 26  |
|  | 12. | Librilla CF              | 30 | 6  | 7  | 17 | 35  | 63  | -28  | 19  |
|  | 13. | Beniaján CF              | 30 | 7  | 2  | 21 | 44  | 100 | -100 | 16  |
|  | 14. | Los Alcázares CF         | 30 | 4  | 7  | 19 | 32  | 69  | -69  | 15  |
|  | 15. | Club Crao                | 30 | 5  | 5  | 20 | 38  | 92  | -54  | 15  |
|  | 16. | CF Santiago de la Ribera | 30 | 3  | 4  | 23 | 22  | 92  | -70  | 10  |

Pts = Puntos; PJ = Partidos Jugados; G = Partidos Ganados; E = Partidos Empatados; P = Partidos Perdidos; GF = Goles Anotados; GC = Goles Recibidos
|  | Asciende a Primera Regional |